# Kleine Roth (Roth, Oberrödel)
Die Kleine Roth ist ein, mit seinem rechten Quellbach, 9,4 km langer, westsüdwestlicher und orographisch linker Zufluss der Roth im mittelfränkischen Landkreis Roth in Bayern. Sie ist ein Fließgewässer 3. Ordnung.

## Geographie

### Verlauf
Die Kleine Roth entspringt am Übergang der Fränkischen Alb zum sich dort nördlich anschließenden Mittelfränkischen Becken. Die Quellen ihrer zwei Quellbäche liegen bei Mannholz, einem Gemeindeteil von Pleinfeld im Landkreis Weißenburg-Gunzenhausen:
- Der westliche und linke Quellbach (⊙), der 1,3 km[6] lang ist, entspringt knapp 500 m nördlich der Ortschaft auf dem Osthang des Weinberges (468 m ü. NHN) in einem ehemaligen Sumpfgebiet; dort werden zwei Weiher auf etwa 468 m Höhe durch Grund- und Niederschlagswasser gespeist.
- Der südliche und rechte Quellbach (⊙), der 1,2 km[6] lang ist und auf manchen Karten bereits den Namen Kleine Roth trägt, entspringt 1,2 km östlich der Ortschaft auf etwa 480 m Höhe am Nordwesthang des Schloßbergs (606,7 m) und läuft entlang der Grenze des Landkreises Weißenburg-Gunzenhausen zum Landkreis Roth.

Der Zusammenfluss beider Quellbäche liegt in der Nähe eines 435 m hoch gelegenen Wegabzweigs mit Feldkreuz; hier sind beide Äste schon in den Landkreis Roth eingetreten, in dem die Kleine Roth dann bis zu ihrer Mündung verbleibt.
Die Kleine Roth fließt, das über beiden Quellbächen auf dem sie trennenden Hügelrücken liegende Mannholz hinter sich lassend, zunächst in nordöstlicher Richtung. Etwa 500 m unterhalb des Zusammenflusses knickt sie am Saum des Heidecker Gemeindeteils Liebenstadt auf Ostlauf und durchquert dann den Ort unter dem rechten Muldenhang Kühbuck. Nach weiteren etwa 2 km Fließstrecke erreicht sie den Westrand der Heidecker Kernstadt. Von dort dreht sie bis zur Mündung mehr und mehr auf Nordostkurs. In der Ortschaft mündet zunächst von Südwesten das Rambacher Wasser, ein weit oben am Schloßberghang entspringender Bach, und danach je ein linker und rechter Wiesenbach; zwischen den beiden liegt der halbhektargroße Stadtweiher rechts neben dem Bach.
Kurz vor dem östlichen Ortsausgang kommt von Süden noch der Siechenbach gegenüber dem an die Kernstadt grenzenden Gemeindeteil Höfen hinzu und der Bach verlässt das gemeinsame Weichbild. Nach einem kurzen Abschnitt in der Flur mündet von Westnordwesten das Lochbächlein ein, wenig vor dem Heidecker Gemeindeteil Seiboldsmühle, das links am Ufer und am Hang liegt; gegenüber steht die Einöde Fichtenmühle unmittelbar rechts neben dem Bach.
Nun wechselt die Kleine Roth über die Stadtgrenze auf das Gebiet von Hilpoltstein und teilt sich in zwei Arme. Der Nordarm nimmt die geklärten Abwässer der Heidecker Kläranlage auf und durchquert über einen Kilometer weiter abwärts teils verdolt den Hilpoltsteiner Gemeindeteil Oberrödel, der Südarm tangiert den Ort nur im Süden. Dieser läuft nun geraden Weges nach Nordosten weiter bis ins Tal der Roth und mündet dort auf etwa 382 m Höhe in den von Südosten kommendem Rednitz-Zufluss Roth, während der Nordarm durch jeweils einen kleinen und großen Mühlweiher nordwärts ins größere Tal einbiegt und an der Lochmühle bei Oberrödel endet. Das kurze Reststück läuft verdolt unterhalb der Talwiese und mündet etwa einen halben Kilometer unterhalb des Hauptlaufs ebenfalls in die Roth.

### Einzugsgebiet, Zuflüsse und Seen
Das Einzugsgebiet der Kleinen Roth ist 21,8 km² groß und erstreckt sich spindelförmig über 9 km weit von etwa Mannholz ostnordöstlich bis zur Mündung nahe der Lochmühle bei Oberrödel. Quer dazu misst es an der breitesten Stelle etwa 3,5 km.
Von der Mündung ausgehend grenzt im Südosten zunächst das Einzugsgebiet des Höllachgrabens zur aufwärtigen Roth an, dann sammelt die Thalach die Bäche an der anderen Seite der südlichen Wasserscheide. Weil diese über die Schwarzach zum Donau-Zufluss Altmühl entwässert, ist sie Teil der Europäischen Hauptwasserscheide zwischen Rhein und Donau, die weiter im Westen noch den Schloßberg erklimmt und dann nach Süden abknickt, dieser Braunjura-Zeugenberg ist mit einer Höhe von 606,7 m die höchste Erhebung im ganzen Einzugsgebiet. An der folgenden Südwest- und Westgrenze entwässern nun jenseits kleinere Bäche vor allem über den Felchbach, den Arbach, den Iglseebach zur Schwäbischen Rezat. Diese nimmt auch den im westlichen Bereich hinter der nördlichen Wasserscheide laufenden Röttbach auf, während der etwa gegenläufige Schweinszuchtbach weiter im Osten schließlich wieder in die nunmehr abwärtige Roth mündet.
Liste (Auswahl):

Zu den Zuflüssen und Seen () der Kleinen Roth von ihrer Quelle bis zur Mündung gehören – mit (wenn bekannt) Gewässerlänge, Seefläche, Einzugsgebiet und Mündungshöhe in Meter (m) über Normalhöhennull (NHN) (andere Quellen für die Angaben sind vermerkt):
- Rambacher Wasser, von rechts und Südwesten auf etwa 407 m Höhe in Heideck zwischen den Kleine-Roth-Querungen der Industrie- und der Alleestraße, ca. 2,9 km und ca. 2,2 km²; entspringt auf etwa 525 m Höhe am oberen Nordhang des Schloßbergs (606,7 m)[13]
- Stadtweiher (), rechts/südlich neben dem Bach auf etwa 405 m Höhe in Heideck unterhalb der Alleestraße, ca. 0,5 ha
- Siechenbach, von rechts und Südsüdosten auf etwa 398 m Höhe in Heideck neben der Hofenstraße, ca. 1,5 km und ca. 0,9 km²; entsteht am oberen Ende einer Waldmulde westlich von Selingstadt auf etwa 463 m Höhe
- Lochbächlein, von links und Westnordwesten auf etwa 395 m Höhe kurz vor Seiboldsmühle, ca. 1,5 km und ca. 1,3 km²; entsteht auf etwa 418 m ü. NHN im südlichen Laffenauer Wald
- jeweils ein kleiner und großer (namenloser) Mühlweiher (), am Mündungsnordarm auf etwa 383 m Höhe, nahe der Lochmühle bei Oberrödel

## Natur und Umwelt

### Gewässergüte
Die Kleine Roth gilt nur in ihrem Oberlauf bis Liebenstadt von der Gewässergüte als mäßig belastet; der weitere Verlauf ist stets als kritisch belastet anzusehen. Ein in Heideck von Süden aus Rudletzholz zufließender Bach ist stark verschmutzt.

### Schutzgebiete
Großteile des Verlaufs der Kleinen Roth befinden sich im Landschaftsschutzgebiet Schutz des Landschaftsraumes im Gebiet des Landkreises Roth – Südliches Mittelfränkisches Becken östlich der Schwäbischen Rezat und der Rednitz mit Vorland der Mittleren Frankenalb (LSG Ost) (CDDA-Nr. 395936; 1989 ausgewiesen; 253,4833 km² groß; LSG-00428.01.); lediglich ein etwa 650 m langer Abschnitt in Heideck und der mündungsnahe Bachabschnitt ab Oberrödel liegen außerhalb dieses Schutzgebiets. Zudem besteht Denkmal- und Ensembleschutz für das Ensemble Altstadt Heideck (Nr. E-5-76-126-1).

## Geschichte
Im zweiten nachchristlichen Jahrhundert galt das Tal der Kleinen Roth als das nördlichste Ende der zivilisierten Welt. Die ehemaligen Sumpfgebiete, die die Kleine Roth heute entwässert, und die unmittelbar nördlich anstehenden undurchdringlichen Wälder ermöglichten den Marsch- und Schlachtformationen der Römer kein weiteres Vorrücken mehr. Nur etwa 7 km südlich errichteten sie dort, entlang des Höhenzuges der europäischen Hauptwasserscheide, die nördlichste Ausbaustufe des Limes.